# Skatavica
Skatavica (cyr. Скатавица) – wieś w Bośni i Hercegowinie, w Republice Serbskiej, w gminie Čelinac. W 2013 roku liczyła 70 mieszkańców.